# Аарон Грандідьє
Аарон Грандідьє Нкананг (фр. Aaron Grandidier Nkanang) — французький регбіст, олімпійський чемпіон. 
Грандідьє народився в Бромлі у родині нігерійця та французки, має подійне громадянство. Він почав свою професійну кар'єру в клубі СК Брів Коррез 2019 року, але в 2024-му перейшов у Сексьйон Палуаз. На полі він займає позицію центра або захисника. 
Золоту олімпійську медаль та звання олімпійського чемпіона Грандідьє виборов на Паризькій олімпіаді 2024 року
в складі збірної Франції з регбі-7.